# Wilhelm Anhalt
Johannes Friedrich Wilhelm Anhalt (* 28. März 1917 in Berlin-Dahlem; † 13. Juni 1979 in Huntsville, Ontario) war ein deutscher Marineoffizier, zuletzt Fregattenkapitän der Bundesmarine, und Politiker.

## Leben
Wilhelm Anhalt trat am 3. April 1936 als Seeoffizieranwärter in die Kriegsmarine ein, kam zur 2. Kompanie der II. Schiffstammdivision der Ostsee und absolvierte bis 14. Juni 1936 eine erste infanteristische Grundausbildung in Dänholm. Anschließend kam er, ab 10. August 1936 Kadett und ab 1. Oktober 1936 Obermatrose, zur praktischen Bordausbildung auf die Schlesien und blieb hier bis Ende April 1937. Es folgte für einen Fähnrichs-Lehrgang der Wechsel an die Marineschule in Mürwik. Am 1. Mai 1937 wurde er Fähnrich zur See. Bis Mitte Februar 1938 folgten weitere Fähnrichs-Lehrgänge, u. a. an der Torpedoschule Flensburg-Mürwik. Mit Wirkung und mit RDA vom 1. Oktober 1938 wurde er Leutnant zur See. Vom 9. Januar 1939 bis belegte er einen Sperr-Lehrgang an der Sperrschule Kiel-Wik und anschließend bis Anfang April 1939 einen weiteren Sperr-Lehrgang an der U-Schule Kiel-Wik.
Anhalt war von der Aufstellung im April 1939 bis Oktober 1941 bei der 3. Räumbootsflottille. Hier war er erster Kommandant von Räumboot R 38. In dieser Funktion war er am 14. Dezember 1939 bei der Rettungsaktion der durch das britische U-Boot HMS Ursula mit zwei Torpedos vor Helgoland versenkten Flottenbegleiters F 9 beteiligt. Im Zuge des Unternehmens Weserübung (April 1940 bis Juni 1940) war das Boot mit der 3. Räumbootsflottille bei der Besetzung von Thyborön eingesetzt. Am 1. Oktober 1940 wurde er Oberleutnant zur See. Bei einem Fliegerangriff auf den Räumverband Anfang 1941 wurde er verletzt und kam in ein Lazarett. Mit dem Beginn eines Werftaufenthalts von R 38 Ende Oktober 1941 gab er das Kommando offiziell ab. Bis Februar 1942 war er im Lazarett, wurde am 12. Februar 1942 mit dem Deutschen Kreuz in Gold ausgezeichnet und anschließend bis September 1942 als Kommandant von R 39 bei der 12. Räumbootsflottille eingesetzt zu werden. Vom 7. September 1942 bis 18. September 1942 war er kurz bei der 3. Kriegsschiffbau-Lehrabteilung. Mitte September 1942 wurde er Kommandant der neu in Dienst gestellten M 85. In dieser Kommandierung blieb er bis Mai 1943 und war am 1. April 1943 zum Kapitänleutnant befördert worden. Ab Mai 1943 war er bis Kriegsende Chef der 4. Räumbootsflottille. Für die Führung der 4. Räumbootsflottille wurde er am 3. Juli 1944 mit dem Ritterkreuz des Eisernen Kreuzes ausgezeichnet.
Direkt nach dem Krieg wurde er Gruppenführer in der Minensuchflottille bzw. 2. Räumflottille der Labor Service Unit (B) (LSU) der US Navy in Bremerhaven und zugleich als Chef der 4. Räumbootsflottille der 3. Deutschen Minenräumdivision (Einsatzraum Norwegen bzw. Dänemark) unterstellt. Am 20. Dezember 1947 wurde er entlassen.
Am 1. Mai 1956 trat er als Korvettenkapitän in die Bundesmarine übernommen und wurde Prüfgruppenleiter der Annahme-Organisation der Bundeswehr. Vom 1. Mai 1957 an war er bis August 1959 Organisations- und Ausbildungssachbearbeiter im Stab des Stützpunktkommandos Cuxhaven. Ab Oktober 1957 bis Oktober 1958 war er zusätzlich mit der Aufstellung der Flottille der Minenstreitkräfte (Cuxhaven) beauftragt. Von August 1959 bis Januar 1962 war er Kommandeur des 8. Minensuchgeschwaders. Anschließend kam er bis 31. März 1966 als Admiralstabsoffizier A3 zum Kommando der Flottenbasis (Wilhelmshaven) und wurde in dieser Position am 1. November 1962 Fregattenkapitän. Vom 1. April 1966 bis 1. Oktober 1967 war er Kommandeur des Verteidigungskreiskommandos 243 und Standortältester Aurich. Bis zu seinem Ruhestand zum 31. März 1973 war er Kommandeur des Verteidigungskreiskommandos 242 und Standortältester Wilhelmshaven.
Am 30. Oktober 1972 wurde er mit dem Verdienstkreuz am Bande ausgezeichnet.
Er war CDU-Mitglied und wurde Ratsherr des Rates des Stadt Wilhelmshaven. Zur Bundestagswahl 1965 war er als Kandidat für die CDU in Niedersachsen (Listenplatz 36) aufgestellt.